# Списак музичких албума објављених у 2005. години
Овај чланак садржи списак музичких албума који су објављени током 2005. године.

## Март
| Датум    | Извођач(и)          | Назив албума | Изв.  |
| -------- | ------------------- | ------------ | ----- |
| 8. март  | Winter Solstice     |              | [ 1 ] |
| 22. март | Strapping Young Lad |              | [ 1 ] |

## Април
| Датум     | Извођач(и)    | Назив албума | Изв.  |
| --------- | ------------- | ------------ | ----- |
| 5. април  | Despised Icon |              | [ 2 ] |
| 12. април | Mudvayne      |              | [ 2 ] |

## Август
| Датум      | Извођач(и)            | Назив албума |
| ---------- | --------------------- | ------------ |
| 9. август  | Hootie & the Blowfish |              |
| 23. август | The Bled              |              |

## Октобар
| Датум       | Извођач(и)          | Назив албума |
| ----------- | ------------------- | ------------ |
| 27. октобар | Secondhand Serenade |              |
| 28. октобар | Maritime            |              |